# Батковићи (Невесиње)
Батковићи су насељено мјесто у општини Невесиње, Република Српска, БиХ. Према попису становништва из 1991. у насељу је живјело 262 становника.

## Становништво
| Националност | 1991. | 1981. | 1971. | 1961. |
| Срби         | 262   | 260   | 308   | 346   |
| Југословени  |       | 21    |       |       |
| непознато    |       |       |       |       |
| Укупно       | 262   | 291   | 308   | 346   |

| Демографија | Демографија | Демографија |
| Година      | Становника  | Становника  |
| ----------- | ----------- | ----------- |
| 1961.       | 346         |             |
| 1971.       | 308         |             |
| 1981.       | 291         |             |
| 1991.       | 262         |             |